# Kreisgericht Pasvalys
Das Kreisgericht Pasvalys (lit. Pasvalio rajono apylinkės teismas) ist ein Kreisgericht mit vier Richtern in Litauen. Das zuständige Territorium ist die  Rajongemeinde Pasvalys. Das Gericht der 2. Instanz ist das Bezirksgericht Panevėžys. Im Gericht arbeiten vier Gerichtsverhandlungssekretärinnen, zwei Richtergehilfen (ein davon als PR-Vertreter des Gerichts), eine Büroleiterin, eine Gerichtsfinanzistin, eine Büro-Sekretäterin, eine Bürospezialistin, eine Archivarin, ein Informatiker und ein Leiter der Haushaltsabteilung.
Adresse: P. Avižonio g. 25/9, LT-39179, Pasvalys.

## Gerichtspräsidenten
- 2004–2014: Vitalijus Šidagis
- 2014: Algirdas Švedavičius